# Ana Luisa Cid Fernández
Ana Luisa Cid Fernández (Tehuacán, Puebla, 17 de septiembre de 1963) es una ufóloga y profesora de educación primaria mexicana.

## Biografía
Ocupó el cargo de supervisora de un proyecto especial de educación.
En cuanto a sus trabajos e investigaciones más destacadas en el terreno de la ufología tenemos el caso Mezcala, cuando un ovni estuvo presente durante más de 30 horas en una población de Guerrero, México. Ella consiguió videos y entrevistas muy interesantes con los testigos del avistamiento masivo, gracias a los periodistas del diario La Crónica Vespertino de Chilpancingo. Fue la primera investigadora en presentar este caso en televisión, concediendo la primicia al programa de Alfredo Adame "Viva la Mañana". Igualmente destaca el análisis que aplicó a un video de Costa Rica, por lo cual fue entrevistada por el noticiero más famoso de aquel país, Telenoticias.
Algunas fotografías de ovnis que ella ha presentado a la opinión pública fueron incluidas en reportajes de las revistas españolas Más Allá de la Ciencia, Enigmas y Año Cero.
Sus apariciones televisivas son frecuentes pero es sobre todo a partir del año 2005, después de participar en un documental llamado "Mexico's Rosswell" realizado por el canal de televisión History Channel, cuando aumentan de forma considerable.
Es integrante de la producción de "Con Claridad", también coconductora de la misma emisión con Jorge Acosta (televisión del estado de Hidalgo) y ha sido invitada a congresos nacionales e internacionales sobre fenómeno OVNI.

## Programas
Como investigadora OVNI ha participado en los siguientes programas:
- Noticiero Hechos, de TV Azteca
- Tempranito 2000 y Con Sello de Mujer
- Buenas Noches con Omar Fierro
- Domingo Azteca con José Ángel Llamas
- Nuestra Casa (Televisa)
- Viva la Mañana con Alfredo Adame (Televisa)
- Barra Libre, de Canal 34
- Canal Infinito, de Argentina
- Tiene su propia sección OVNI en la televisión de Cozumel, Quintana Roo.